# 纳赛尔·萨利赫·阿提亚
纳赛尔·萨利赫·纳赛尔·阿卜杜拉·阿提亚（阿拉伯語：ناصر صالح ناصر عبدالله العطية，Nasser Salih Nasser Abdullah Al-Attiyah，1970年12月21日—）是卡塔尔一位越野拉力赛车手和射击运动员。他总共参加了四届奥运会双向飞碟比赛，最好成绩是在2012年奥运会取得銅牌。2010年亚洲运动会上，获得了男子飞碟双向铜牌，男子飞碟双向团体金牌。
作为一名越野拉力赛车手，阿提亚先后四次赢得卡塔尔全国拉力锦标赛的冠军。2006年获得了世界量产车拉力锦标赛的冠军。在2011年达喀尔拉力赛上，他凭借总用时45小时16分16秒的成绩夺得了汽车组的总冠军。成为继日本车手曾冈浩之后，第二位获得达喀尔拉力赛冠军的亚洲车手。
阿提亚出身卡塔尔贵族，其父亲是卡塔尔能源与工业部部长。